# Millie’s Cookies

Logo

Millie’s Cookies ist eine britische Süßwarenbäckerei-Kette, die sich auf eine amerikanische Produktpalette spezialisiert hat und vorwiegend verschiedene Kekse, Muffins, Kaffeespezialitäten und Baskin-Robbins-Eiscreme verkauft.

## Geschichte
Millie’s Cookies wurde 1985 von Privatunternehmern gegründet und öffnete den ersten Laden in der Londoner Oxford Street. Mit dem Eintritt Richard O’Sullivans in geschäftsführende Position 1987 begann die Expansion über die Grenzen Londons hinaus, u. a. nach Sheffield, Manchester und Birmingham. In den folgenden Jahren eröffnete die Kette Filialen in den meisten großen Bahnhöfen und Flughäfen sowie in vielen Einkaufszentren im Vereinigten Königreich.
Im Juni 1997 übernahm man den Konkurrenten Cookie Jar mit seinen rund 30 Filialen, die ins eigene Filialnetz integriert wurden, bevor Millie’s Cookies selbst 2003 von der Compass Group übernommen wurde. Compass will das Unternehmen im eigenen Land weiter wachsen lassen, peilt aber auch eine internationale Expansion an. Diese soll zunächst durch Eröffnungen in wichtigen kontinentaleuropäischen Städten betrieben werden.

## Produkte
Millie’s bietet derzeit 13 verschiedene Sorten Cookies, fünf Sorten Muffins und weitere (z. T. wechselnde) amerikanische Gebäckspezialitäten an. Für den deutschen Markt eher ungewöhnlich sind dabei die Gebindegrößen, denn neben dem Einzelverkauf werden für Cookies auch 5er-, 8er-, 13er- und 18er-Packungen angeboten, wobei ein deutlicher Mengenrabatt gewährt wird (der Preis pro Stück reduziert sich von 0,99 € bis auf 0,36 €). An vielen Standorten im Vereinigten Königreich wird zudem Eis von Baskin-Robbins, einem Konkurrenten von Ben & Jerry’s und Häagen-Dazs, angeboten. Ob dies künftig auch in deutschen Filialen der Fall sein wird, ist noch nicht entschieden.

## Filialen in Deutschland
Im Rahmen der genannten Expansionspläne von Millie’s Cookies eröffneten 2006 eine Filiale im Hauptbahnhof in Frankfurt am Main und eine im neuen Berliner Hauptbahnhof. Beide werden von der früheren DB-Tochter Mitropa betrieben, die seit 2004 ebenfalls zur Compass Group gehört. Die Filiale im Hauptbahnhof in Frankfurt am Main wurde jedoch Anfang März 2014 wieder geschlossen.

## Geschäftszahlen
Derzeit betreibt Millie’s Cookies etwa 120 Filialen im Vereinigten Königreich, jeweils eine in China (Flughafen Hong Kong) und Frankreich (Métro-Station „Opera“ in Paris) sowie eine in Deutschland (s. o.). 2002, im letzten Geschäftsjahr vor ihrer Übernahme, erbrachte die Kette einen Umsatz von GBP 23 Mio., also ungefähr EUR 33,7 Mio.